# Lustadt
Lustadt là một đô thị thuộc huyện Germersheim, bang Rheinland-Pfalz, phía tây nước Đức. Đô thị Lustadt có diện tích 23,78 km², dân số thời điểm ngày 31 tháng 12 năm 2006 là 3303 người.